# 莱里达
列伊达（加泰隆尼亞語：[ˈʎɛjðə]）是加泰罗尼亚自治区西部列伊达省的首府和最大城市。
该市占地面积211.7平方公里，2017年人口137,327人。在2006年，莱里达是加泰罗尼亚第七大城市，而根据2014年人口普查，列伊达成为了加泰罗尼亚第六大城市。它也是加泰罗尼亚最老的城市之一，1297年成立的列伊达大学是中世纪阿拉贡王国最老，今天西班牙境内第三老的大学。
列伊达的经济主要是商业和服务业，其农业也很重要。

## 历史
古代莱里达叫[Iltrida] 错误：{{Lang}}：無法辨識代碼 ib（帮助）或者，是伊比利亚人中伊莱尔盖特（Ilergetes）部落的主城。伊比利亚人曾经在这里击败罗马的入侵。
在罗马统治时期莱里达属于塔拉哥那行省，是一个非常重要的地方。它位于塞格雷河的右岸，在辛卡河注入塞格雷河的地方的上游，而塞格雷河又是埃布羅河最重要的支流，因此莱里达控制着这些河流之间的领地。同时从行省省府塔拉戈纳通往西班牙西北的大道也在莱里达跨越塞格雷河。
在恺撒内战中因为它的战略位置庞培的部下把它作为对付恺撒的防御要点。阿弗拉尼乌斯等在这里集中了五个军团。恺撒在他的《内战记》中叙述了他对他们的围攻（伊莱尔达战役），这场战役是军事史上最有趣的一章之一。最后恺撒获胜，他饶了阿弗拉尼乌斯等，从而获得了他们的效忠。据说因为这次战役在拉丁语中形成了这么个成语，它的意思是要给某人带来厄运。
在罗马帝国时期莱里达是一个非常兴旺的城市和公民城。它有铸币权。在塞格雷河上有一座砖桥（这座桥的桥墩直到今天还作为现代桥的桥墩使用）。在奥索尼乌斯时期莱里达开始衰败，但是在中世纪里它再次兴旺。
此后它先后被西哥特人和穆斯林占领。1139年10月，巴塞罗那伯爵拉蒙·貝倫格四世把它从摩尔人手中征服下来。

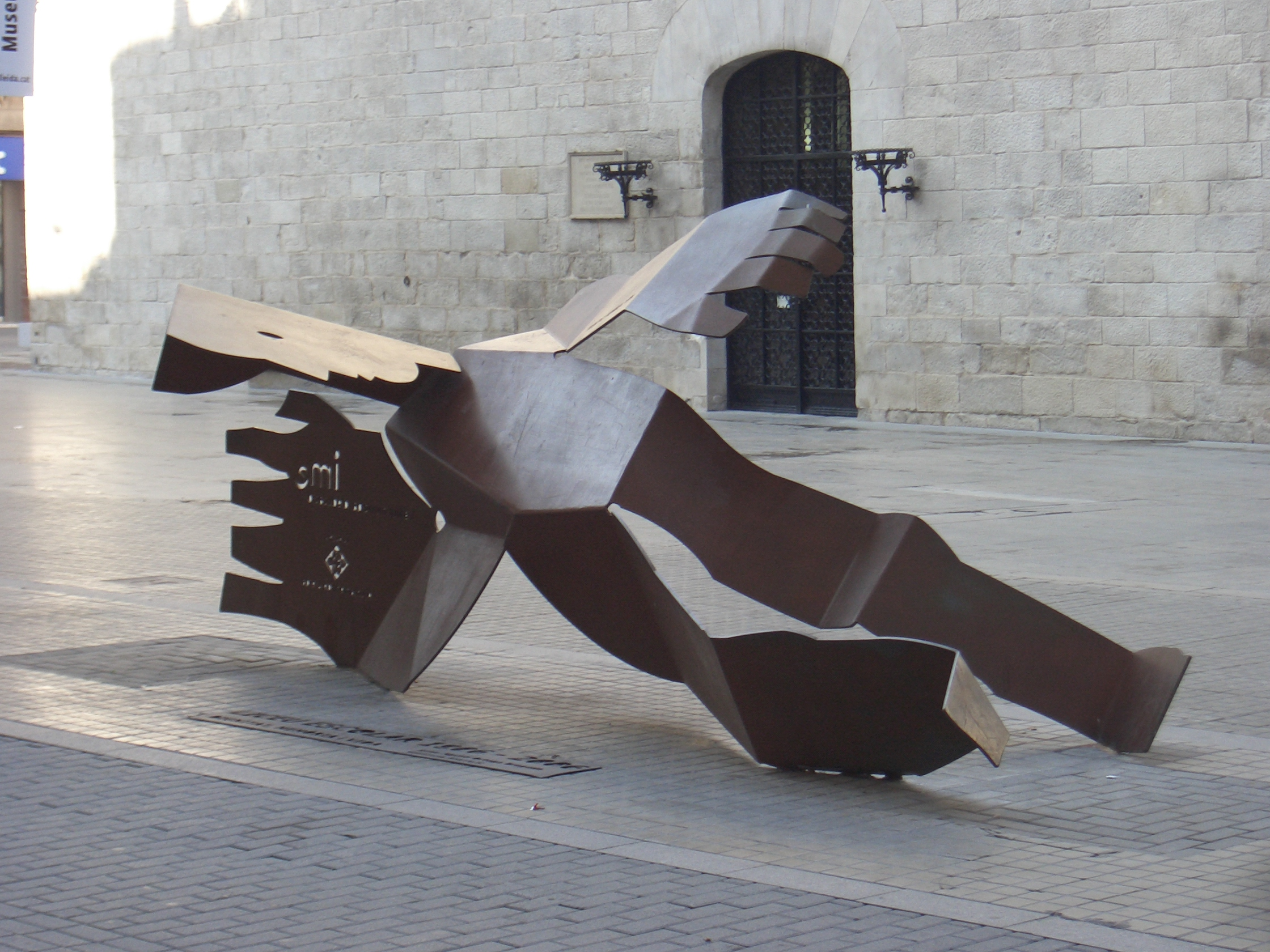
1937年战争受害者纪念碑

至1717年为止莱里达大学是阿拉贡王国最老的大学。腓力五世把它迁到邻城塞尔韦拉。今天大学又回到莱里达。
在西班牙内战中莱里达是巴塞罗那的关键守卫点，1937年和1938年叛军多次轰炸莱里达。1937年11月2日秃鹰军团轰炸了当地的学校，48名儿童和多名教师丧身。当日共有300人被杀。1938年弗朗西斯科·佛朗哥的军队包围和占领了莱里达。
此后有十多年的时间里人口没有增长，但是后来有大量从安達魯西亞来的移民使得当地的人口又增长。在2011年，市内有来自146个不同国家的移民。
2007年莱里达是加泰罗尼亚文化之都。

## 气候
在柯本气候分类法中，莱里达属于半干旱气候（Bsk）。冬季温和多雾，夏季炎热干燥。
| 月份                                   | 1月         | 2月         | 3月         | 4月         | 5月         | 6月          | 7月          | 8月          | 9月         | 10月        | 11月        | 12月        | 全年         |
| -------------------------------------- | ----------- | ----------- | ----------- | ----------- | ----------- | ------------ | ------------ | ------------ | ----------- | ----------- | ----------- | ----------- | ------------ |
| 历史最高温 °C（°F）                    | 23.5 (74.3) | 23.4 (74.1) | 28.5 (83.3) | 33.0 (91.4) | 35.0 (95.0) | 40.6 (105.1) | 43.1 (109.6) | 40.8 (105.4) | 37.2 (99.0) | 32.5 (90.5) | 26.0 (78.8) | 20.6 (69.1) | 43.1 (109.6) |
| 平均高温 °C（°F）                      | 10.0 (50.0) | 13.8 (56.8) | 18.3 (64.9) | 20.7 (69.3) | 25.0 (77.0) | 29.8 (85.6)  | 33.0 (91.4)  | 32.4 (90.3)  | 27.8 (82.0) | 22.0 (71.6) | 14.9 (58.8) | 9.8 (49.6)  | 21.5 (70.7)  |
| 日均气温 °C（°F）                      | 5.5 (41.9)  | 7.7 (45.9)  | 11.3 (52.3) | 13.7 (56.7) | 17.9 (64.2) | 22.3 (72.1)  | 25.2 (77.4)  | 24.9 (76.8)  | 20.9 (69.6) | 15.9 (60.6) | 9.7 (49.5)  | 5.7 (42.3)  | 15.0 (59.0)  |
| 平均低温 °C（°F）                      | 0.9 (33.6)  | 1.6 (34.9)  | 4.2 (39.6)  | 6.7 (44.1)  | 10.8 (51.4) | 14.7 (58.5)  | 17.4 (63.3)  | 17.4 (63.3)  | 13.9 (57.0) | 9.7 (49.5)  | 4.4 (39.9)  | 1.5 (34.7)  | 8.6 (47.5)   |
| 历史最低温 °C（°F）                    | −14.2 (6.4) | −7.6 (18.3) | −7.0 (19.4) | −2.2 (28.0) | 0.5 (32.9)  | 6.0 (42.8)   | 9.5 (49.1)   | 7.1 (44.8)   | 3.7 (38.7)  | −1.5 (29.3) | −7.5 (18.5) | −9.5 (14.9) | −14.2 (6.4)  |
| 平均降水量 mm（）                      | 26 (1.0)    | 15 (0.6)    | 21 (0.8)    | 39 (1.5)    | 42 (1.7)    | 27 (1.1)     | 12 (0.5)     | 18 (0.7)     | 41 (1.6)    | 43 (1.7)    | 30 (1.2)    | 24 (0.9)    | 342 (13.5)   |
| 平均降水天数（≥ 1.0 mm）               | 4           | 3           | 4           | 5           | 6           | 4            | 2            | 2            | 4           | 5           | 4           | 4           | 46           |
| 平均相對濕度（％）                     | 81          | 71          | 62          | 59          | 58          | 53           | 52           | 56           | 63          | 73          | 80          | 84          | 66           |
| 月均日照時數                           | 116         | 162         | 226         | 248         | 282         | 321          | 356          | 319          | 256         | 195         | 135         | 96          | 2,712        |
| 来源1：Agencia Estatal de Meteorologia |             |             |             |             |             |              |              |              |             |             |             |             |              |
| 来源2：Periodico El Pais               |             |             |             |             |             |              |              |              |             |             |             |             |              |

## 人口

### 语言
莱里达是一个传统说加泰罗尼亚语的城市和省份，当地的方言是很典型的。大多数居民也会说西班牙语。

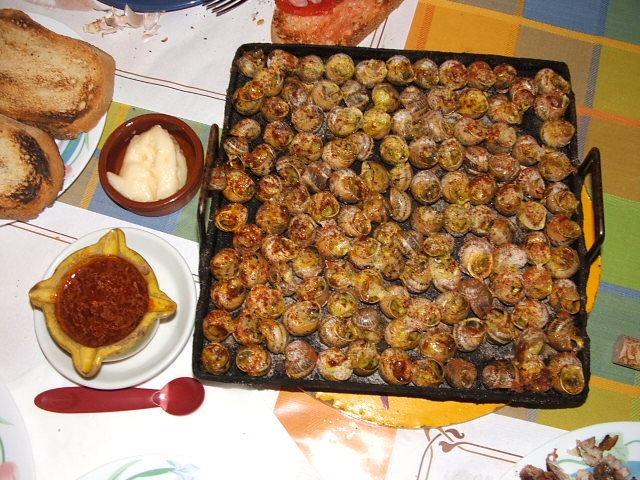
传统美食烤蜗牛

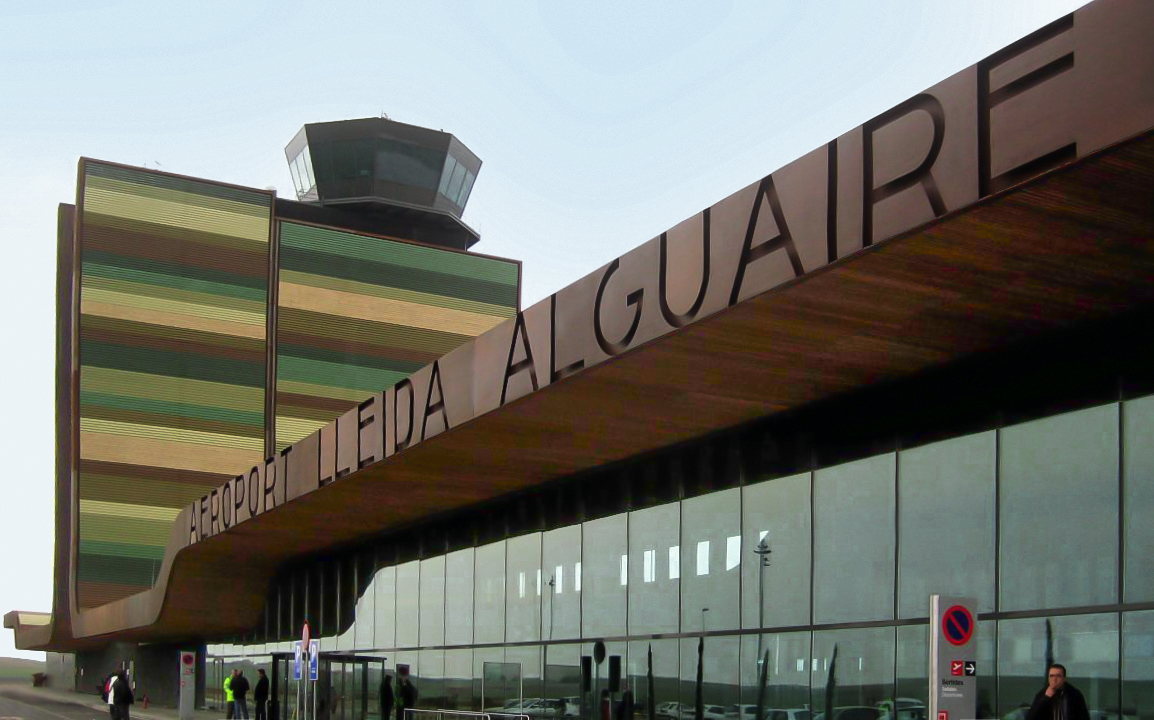
莱里达机场

| 莱里达历史人口变化图 |
|                      |
| 来源：ANE            |

## 通讯与交通

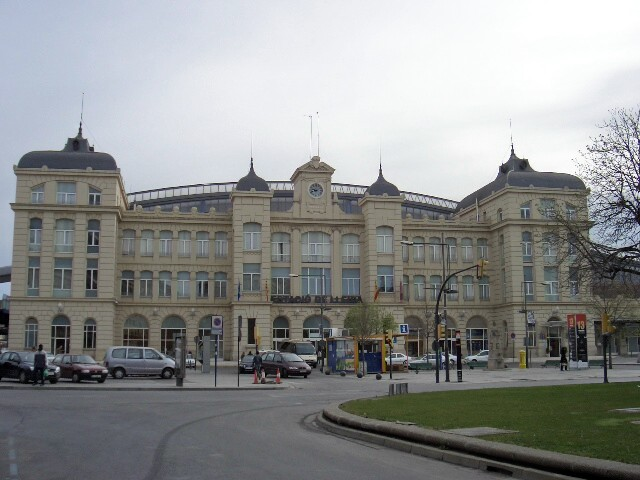
列伊达比利牛斯站

莱里达位于西班牙國家鐵路马德里到巴塞罗那的高速铁路上，从这里有班车到巴塞罗那、萨拉戈萨和马德里。莱里达只有一座客运火车站列伊达比利牛斯站。2010年1月莱里达的新机场启用，此外它还有一座小机场。从莱里达到赫罗纳有高速公路连接，一条平行的铁路正在计划中。
莱里达周边和市内的交通主要使用公共汽车。除此之外莱里达还有旅游车以及去附近俱乐部的夜班车。

## 文化

### 剧院和音乐
恩里克·格拉纳多斯音乐厅是莱里达的主音乐厅，也是市内的主音乐机构和学校。它是以在这里出生的恩里克·格拉纳多斯命名的。莱里达的会议中心是市内的主活动中心，它的启用仪式上演出了朱塞佩·威尔第的遊唱詩人。市内另外还有一个音乐厅。

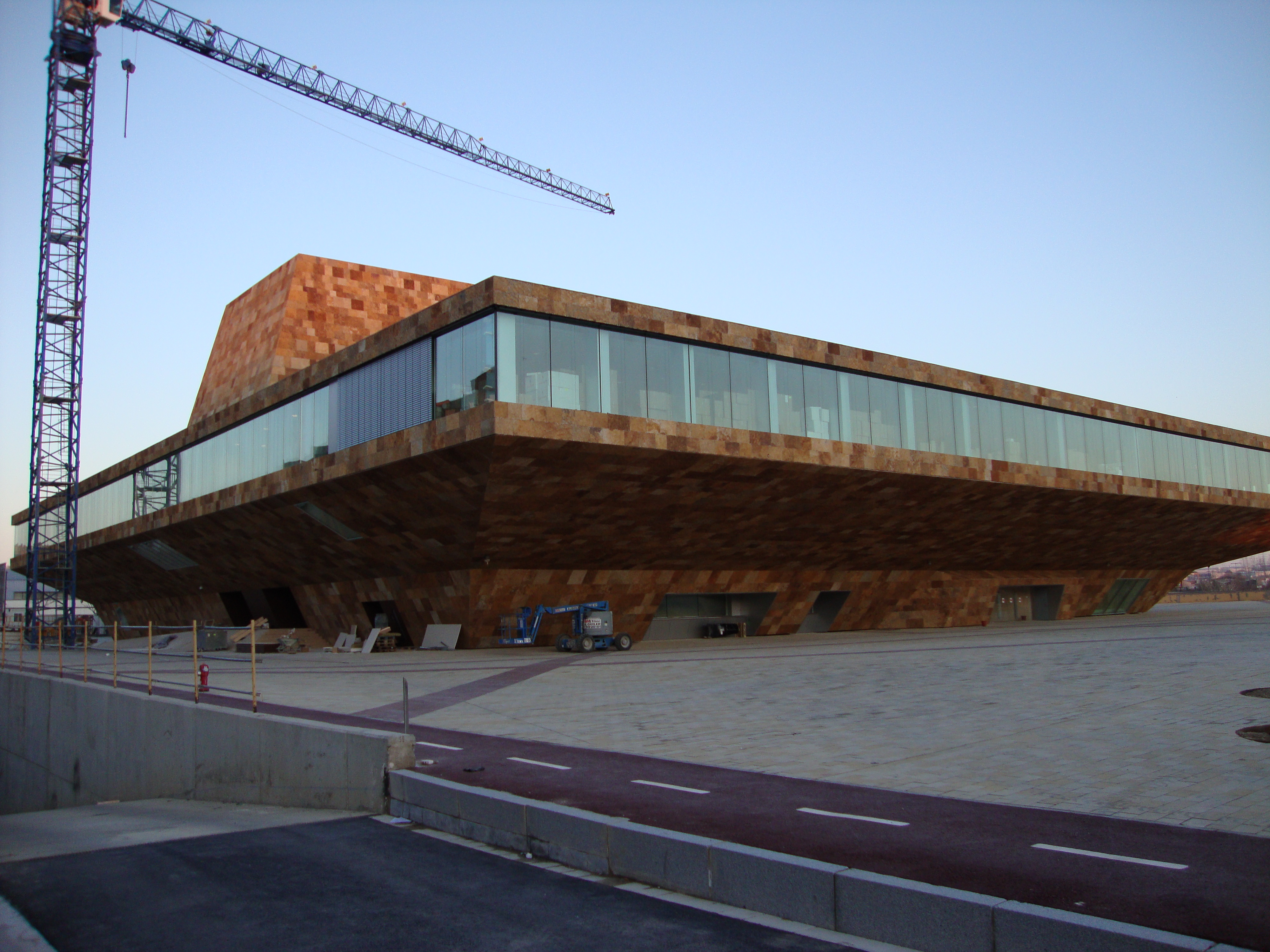
莱里达会议中心

莱里达的主戏院位于过去的屠宰场里，它有一个小音乐厅。莱里达主戏院今天被用作各种活动场所。市内还有一个有现场表演的爵士乐巴和两个举办音乐会的俱乐部。
莱里达每年举办两次摇滚乐音乐会。

### 电影
莱里达有一家电影院，每年举办一次拉丁美洲电影节和动画片电影节。

### 艺术和博物馆

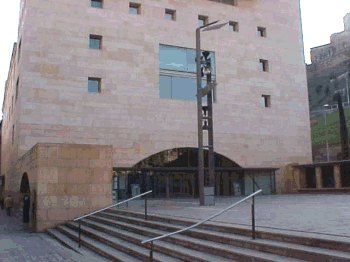
市音乐厅

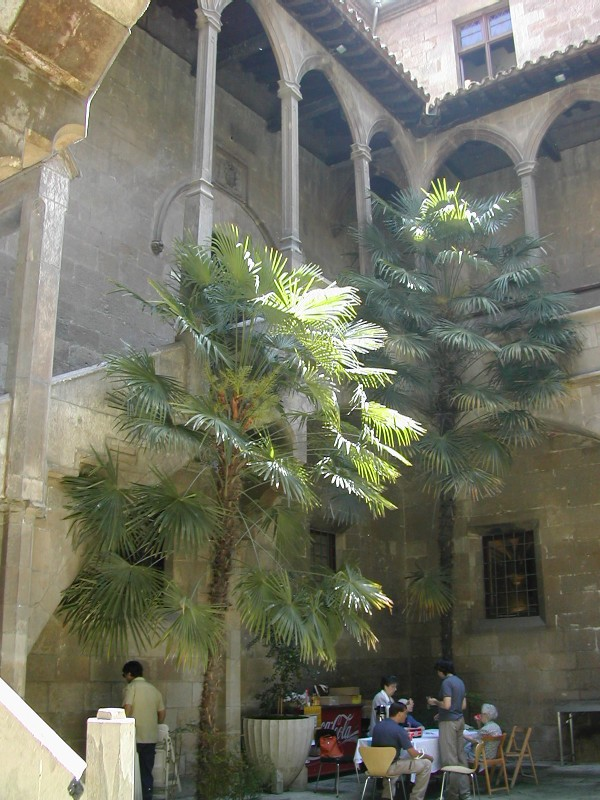
文化研究所

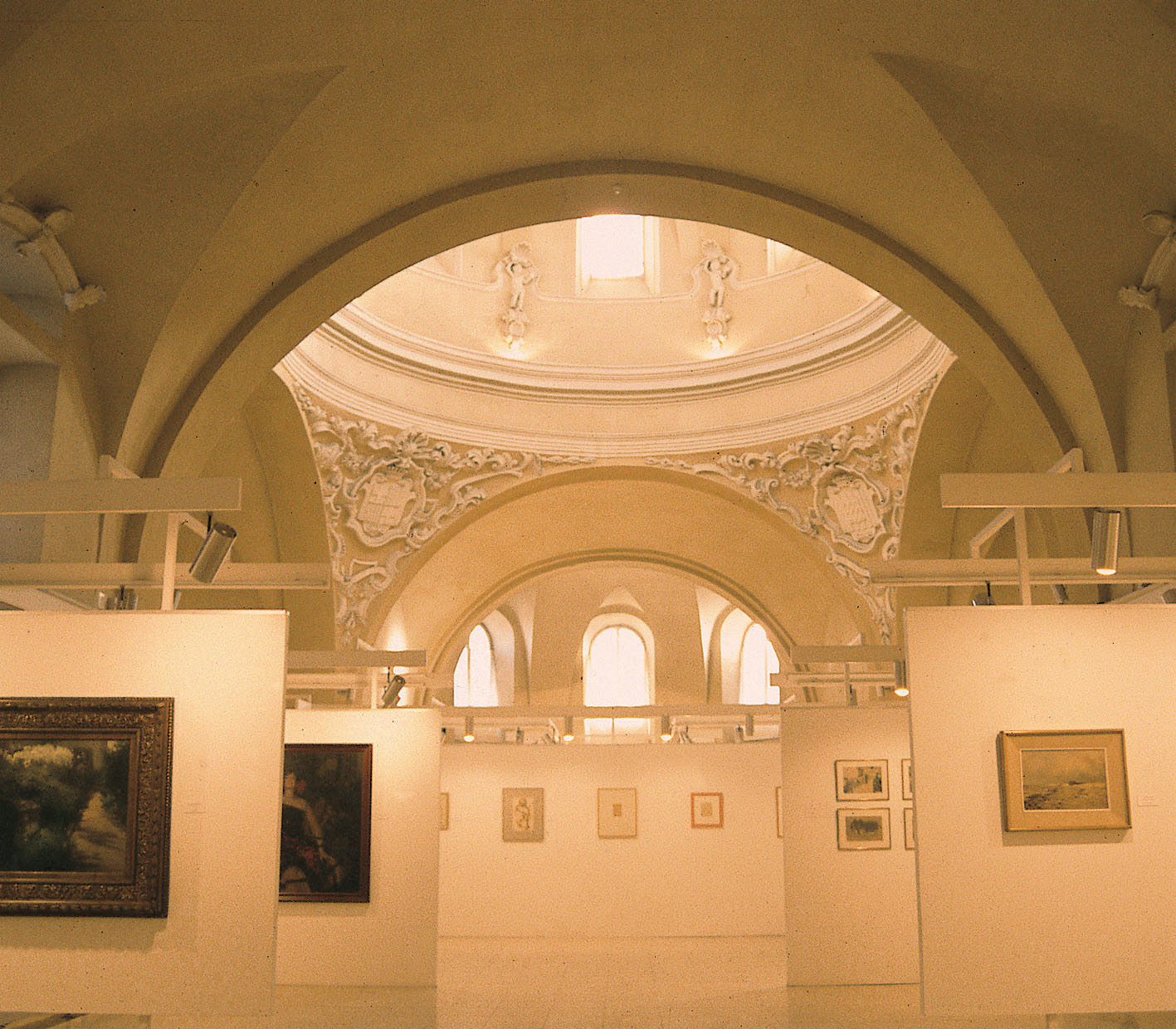
艺术博物馆

莱里达博物馆于2008年启用，里面展出历史文物和各个时期的艺术。文化研究所本身就位于一幢历史建筑中，里面展出古代和现代艺术。艺术中心是一座新开办的艺术设施。莱里达有一系列小画廊和一些展出当地艺术家作品的博物馆。公共图书馆也有常规展出。

### 传统文化
2007年莱里达是加泰罗尼亚文化之都。市内有多个传统节日庆祝。

### 夜生活
莱里达最有人气的酒吧和俱乐部位于城市最老的部分。在2000年代里这里开始衰落，许多酒吧关门，建筑被遗弃。而比较新的区域则开始繁盛。莱里达最大的俱乐部位于城外，只有乘车才能到达，不过在周六的晚上有夜班车到那里去。

## 名人
- 豪梅·巴拿盖鲁（西班牙语：Jaume Balagueró），电影导演（1960年出生）
- 何塞·博雷利·丰特列斯，政治家，西班牙工人社会党人（1947年出生于莱里达省拉波夫拉德塞古尔[21]，后在莱里达求学）
- 阿尔韦特·科斯塔，职业网球运动员（1975年出生）[22]
- 恩里克·格拉纳多斯，作曲家（1867年出生，1917年逝世）[23]
- 里卡多·威涅斯（西班牙语：Ricardo Viñes），钢琴演奏家和作曲家（1875年出生，1943年逝世）[24]

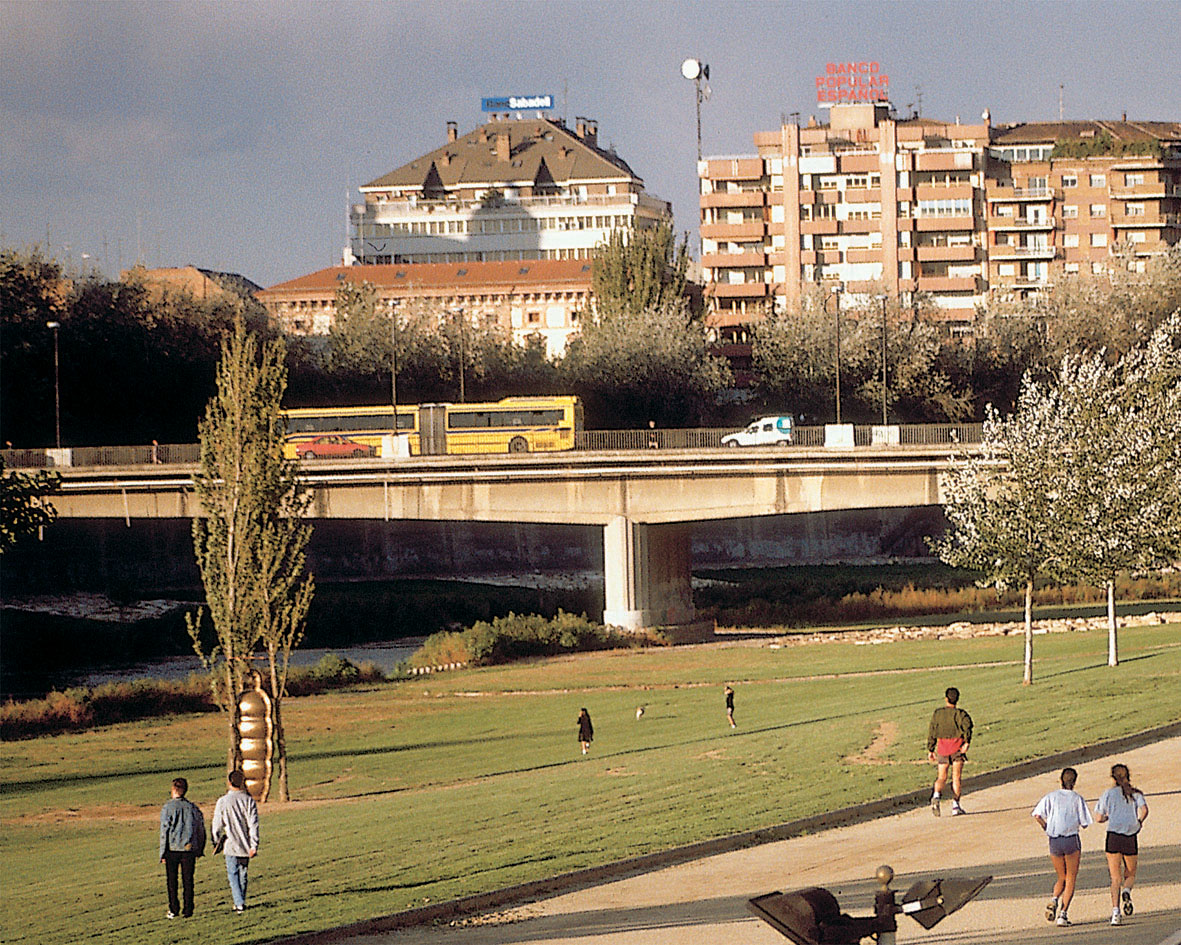
塞格雷河

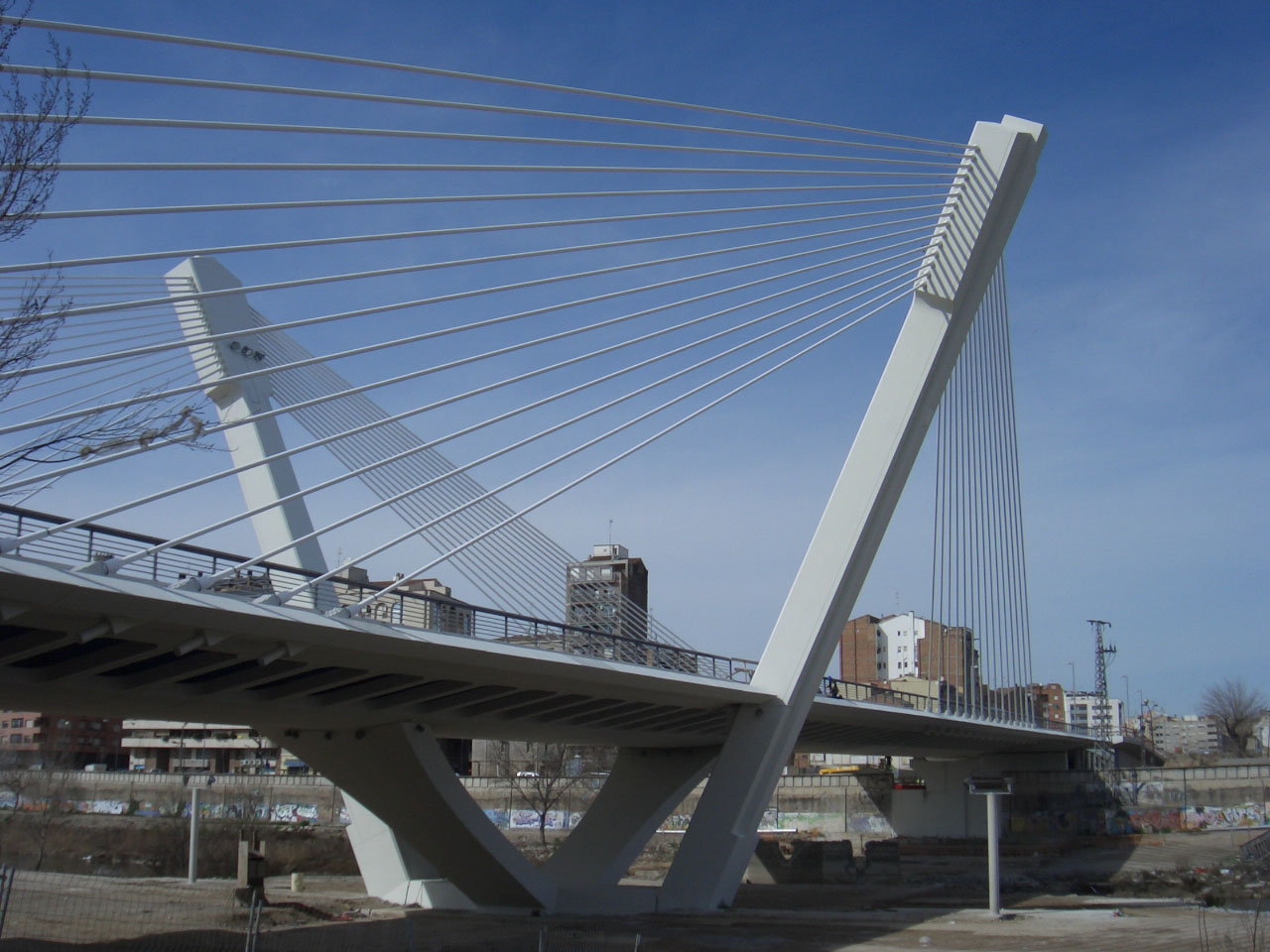
大桥

## 体育
莱里达拥有长久的体育传统，这里目前最著名的是篮球。

## 友好城市
莱里达的友好城市有：

- 義大利 费拉拉
- 法國 富瓦
- 中國 合肥市[27]
- 哥伦比亚 萊里達
- 法國 佩皮尼昂
- 美国 加利福尼亚州 蒙特雷[28]